# Jacques Madubost
Jacques Madubost, né le 6 juin 1944 à Dangeau et mort le 26 juin 2018 à Riantec,, est un athlète et tireur français.

## Carrière
De bonne corpulence, soit 1,94 m pour 82 kg, Jacques Madubost était policier de son état, d'où ses excellentes dispositions et facilités au tir. Il est aussi un excellent golfeur.
Son club était le Stade français durant les années soixante, et il n'a paradoxalement jamais été champion de France à la hauteur, en saut ventral, alors qu'il remporta le titre de la discipline aux Championnats d'Europe d'athlétisme 1966 avec un bond à 2,12 m.
Il a amélioré à deux reprises le record de France de la hauteur : le 8 mai 1966 à Saint-Brieuc avec un saut de 2,14 m et le 17 juin 1966 à Paris, à l'Institut national des sports, avec un essai à 2,15 m. 
Il a reçu en 1966 la médaille de l'Académie des sports.

## Palmarès
- 11 sélections en équipe de France A d'athlétisme :
  -  Champion d'Europe de saut en hauteur en 1966
  - Participation aux Jeux européens en salle de 1968 à Madrid

- 22 sélections en équipe de France de tir :
  -  Champion d'Europe, et de France de tir au pistolet à 25 mètres à plusieurs reprises : titre(s) à préciser

- Champion de France de tir au gros calibre seniors 2 (vétérans) à 25 mètres, en 2003

#### Articles
- Miroir de l'athlétisme no 21 du 1er juin 1966
- Le Chasseur français no 834 du 1er août 1966
- Un article complet lui est aussi consacré dans J2 Jeunes no 14 de 1968